# ガメラ2 レギオン襲来
『ガメラ2 レギオン襲来』（ガメラツー レギオンしゅうらい）は、1996年（平成8年）7月13日に大映（現・KADOKAWA）が製作し、東宝洋画系にて公開された日本の怪獣映画。平成ガメラシリーズ第2作。

## 概要
金子修介が監督した平成ガメラシリーズ（いわゆる「平成三部作」）の第2作。前作『ガメラ 大怪獣空中決戦』（以降、『1』）から1年後の日本を舞台に、宇宙怪獣レギオンと自衛隊、ガメラの戦いを描く。
当初、敵怪獣候補にはギロンや大型バルゴンが挙がっていたが不採用になり、自由な発想ができるよう新たな宇宙怪獣に決まった。
次作『ガメラ3 邪神覚醒』（以降、『3』）では本作品での出来事が直接的に触れられており、特に本作品での終盤における展開が『3』での出来事に大きく関係している。『1』（1995年）の時系列上の続編ではあるが、ストーリーにおける関連要素は多くない。
封切り直後は配給収入が10億円に届く勢いだったが失速し、7億円の結果となった。観客動員は120万人を記録した。
1996年第17回日本SF大賞受賞。1997年第28回星雲賞、映画演劇部門・メディア部門受賞。本作は映画作品としては初めての日本SF大賞の受賞となり、日本冒険小説協会映画大賞も受賞している。また、金子修介は日本文化デザイン賞を、樋口真嗣は朝日デジタル大賞とeAT金沢'99 名人賞を受賞している。
2021年2月11日には、ガメラ生誕55周年記念として製作された4K HDR版（#映像ソフト化を参照）を劇場上映するドルビーシネマ版が期間限定公開された。

## あらすじ
ギャオスとの戦いから約1年半後の1997年1月12日にNASAにより地球に向かう隕石が発見されるも民間のパニックを考慮し流星群として発表。2日後の14日に北海道周辺へ流星雨が降り注ぎ、そのうちの1つが支笏湖の北西約1キロメートルにそびえる恵庭岳の近くへ落下した。隕石落下を受けてただちに陸上自衛隊第11師団の化学防護小隊が出動し、大宮化学学校からも渡良瀬佑介二等陸佐や花谷一等陸尉たちが現地調査に派遣される。懸命の捜索にもかかわらず隕石本体は発見できなかったが、着地の瞬間に制動がかけられた痕跡があり、現地から遥か雪原の彼方までには、隕石が移動したような痕跡が残っていた。一方、緑色のオーロラの調査に訪れて渡良瀬たちと遭遇した札幌市青少年科学館の学芸員・穂波碧は、隕石が自力で移動した可能性を示唆する。それを裏付けるように、近郊では隕石落下の2日後にビール工場のガラス瓶やNTTの光ファイバー網が消失するという怪現象が多発し、その発生地点は札幌市に向かって少しずつ移動していた。
隕石落下から4日後、ついに事件の元凶が姿を現す。札幌市営地下鉄南北線トンネル内で列車が謎の生物に襲撃され、それに呼応するかのように高さ数十メートルの巨大な植物がすすきののデパートを突き破って出現した。怪現象を追っていた渡良瀬は、体長3メートルほどもある昆虫とも甲殻類ともつかない奇怪な生物の大群を目の当たりにする。
奇怪な生物（群体）と巨大な植物（草体）は流星群と共に外宇宙から飛来したものであり、互いに共生関係にあると考えられた。群体はガラスや土などに含まれるシリコンを摂取し、その分解過程で発生した大量の酸素で草体を育てるが、その高濃度環境下では酸素の持つ毒性によって地球の大部分の生物は生存できない。ただちに自衛隊は草体の爆破を決定し、穂波は草体が種子を宇宙に打ち上げることによって繁殖すると推測する。コンピュータがシミュレートした草体の爆発力は、札幌を壊滅させるに充分なものであった。
1月19日、草体の爆破準備が進む札幌に三陸沖から浮上したガメラが飛来し、プラズマ火球で草体を粉砕する。しかし、その直後に地下から無数の群体が現れ、自身たちより巨大なガメラを覆い尽くした。花谷は聖書の一節から、群体を「レギオン」と名付ける。ガメラが群体の攻撃に耐えきれなくなって退却した後、地下から羽を持つ巨大なレギオンが出現し、夜空に飛び去った。巨大レギオンは緊急発進した航空自衛隊のF-15J戦闘機のミサイル攻撃で津軽海峡にて撃墜されるが、洋上には羽の一部しか発見されず、レギオンたちは行方をくらます。
レギオンが宇宙生物であることを見抜いていた穂波とNTT北海道の技術員・帯津は、レギオンの生態解明のために渡良瀬に協力することになる。解剖の結果や札幌での事件の分析などから、渡良瀬たちはレギオンが電磁波によってコミュニケーションし、電磁波を発する物を敵と見なして攻撃する習性を持っていると推測するが、それは電磁波の過密する大都市が狙われることを示唆していた。
そんな中、1月22日には仙台市街地に新たな草体が出現する。札幌よりも温暖な仙台では草体の成長が速いために対応が間に合わず、種子発射は時間の問題となってしまい、仙台市全域に避難命令が発令される。そこには、かつてガメラと交信した少女・草薙浅黄がスキー旅行で訪れていた。草薙や穂波などは避難民を輸送する陸上自衛隊のCH-47Jが発着する霞目飛行場に向かうが、ヘリに乗り込む途中で目の前に再び草体を駆逐すべくガメラが飛来する。しかし、ガメラの目の前に巨大な白い鎌のような物体が姿を現し、衝突したガメラは地上に墜落してしまう。やがて、鎌のような物体の大元である巨大レギオンが地中から出現してガメラとの交戦を開始した結果、避難民を乗せたヘリはその影響で離陸できない窮地に立たされる。ガメラはヘリを守るためにも巨大レギオンに立ち向かうが、草体の破壊を阻止しようとするその巨体と圧倒的な力に苦戦を強いられる。それでもガメラの奮闘により、ヘリはようやく離陸して難を逃れる。まもなく、強力な光線マイクロ波シェルを放つ巨大レギオンに圧倒されたガメラは周辺の爆発に巻き込まれ、巨大レギオンは地中へ姿を消す。満身創痍となったガメラはなおも草体のもとへ向かうが、時すでに遅く種子の発射こそ阻止できたものの爆発までは阻止できず、仙台は壊滅する。ガメラも全身が炭化し、活動を停止してしまう。
ガメラによってまたも種子の発射に失敗したレギオンは、さらに電波が過密である東京を目指すことが予測された。これ以前の自衛隊は災害派遣を理由として出動していたが、1月23日に日本政府は自衛隊に防衛出動を命じ、レギオンの予想進路上に防衛ラインを構築する。
そして1月24日、ついに巨大レギオンが足利市に出現した。自衛隊は空陸から総攻撃をかけるが、堅牢な巨大レギオンに決定的なダメージを与えられないまま、第一防衛ラインを突破されてしまう。一方、仙台では穂波や浅黄、子供たちが集まり、ガメラの復活を祈っていた。その祈りの力が浅黄の勾玉を通じてガメラに集まっていく。その途中で勾玉は砕けてしまうが、祈りが通じたかのようにガメラは復活し、巨大レギオンのもとへ飛び去る。
花谷は巨大レギオンが群体レギオンでガメラを迎撃することを予想し、師団長にガメラの援護を進言するが、師団長は躊躇する。一方、第二防衛ラインに迫る巨大レギオンのもとへ到着したガメラは着地と同時にプラズマ火球を連発するものの、巨大レギオンに干渉波クローで無効化されたうえ、マイクロ波ビームと巨体でまたしても苦戦させられる。それでもなお巨大レギオンの進行を阻止しようと奮闘するガメラの行動は自衛隊を動かし、師団長がついにガメラの援護を決断する。自衛隊は攻撃目標をレギオンの頭部に絞り、79式対舟艇対戦車誘導弾の波状攻撃で干渉波クローを損傷させることに成功する。その結果、レギオンはプラズマ火球を無効化し切れなくなり、戦況は好転する。
一方、帯津もまた、群体レギオンを誘導するプランを実行に移していた。帯津は名崎送信所の職員を説得して電波発信設備を最大出力で稼働させることにより、ガメラに向かう群体レギオンを名崎送信所のアンテナへおびき寄せることに成功する。帯津と職員は小型レギオンの襲撃に遭うが、駆け付けた渡良瀬によって事なきを得る。そして、渡良瀬が手配したAH-1S部隊によるロケット弾攻撃が行われた結果、アンテナに群がっていた小型レギオンは一掃される。
巨大レギオンはマイクロ波シェルを放った直後に頭部触角をガメラに両手でへし折られて失神するが、直後に眼の色を青から赤に変じて復活する。赤い鞭のような触手で身体を刺し貫かれて再び圧倒されたガメラは、巨大レギオンが自衛隊の最終防衛ラインの目前に迫るに際し、再び立ち上がって天高く咆哮を上げる。すると、光の輪がガメラのもとへ集まり始めて全身が輝き始める。やがて、その輝きが頂点に達したガメラは腹部を開口させ、そこから巨大なプラズマ光線（ウルティメイト・プラズマ）を発射し、巨大レギオンを粉砕した。
穏やかな朝陽の中、戦いを終えたガメラはジェット噴射で飛び去っていく。その姿を敬礼をもって見送る隊員も見られる自衛隊の作戦指揮所は師団長の「状況終了」の言葉で安堵の空気に包まれ、互いの健闘とガメラの活躍を讃えた。
数日後、札幌市内には「ガメラの敵にはなりたくないよね」と話す穂波と帯津の姿があった。

## 登場怪獣

### ガメラ
頭が小さくなり、転倒しても自力で起き上がれるようになっている、飛行時に前肢を翼のように広げる、エルボ・クローが常にとび出しているなど、『ガメラ 大怪獣空中決戦』での設定からいくつか進化している点が認められるが、まだ以前の面影は残ったままである。
スーツは前作の流用だが、新規デザインの頭部を含めて各所の細部が作り直されている。

### レギオン
突如として宇宙から飛来した、ケイ素系化合物で形成されるケイ素生物。ガメラを上回る巨体は堅牢であり、巨大怪植物レギオンプラントと共生関係にある。腹部からは無数のソルジャーレギオンを生み出し、操る。
名称は、聖書（新約聖書）マルコ福音書5章9節（およびルカ福音書8章30節）に登場する悪霊レギオンに由来する。

## 登場人物
渡良瀬 佑介（）
演：永島敏行
本作品の主人公。大宮化学学校に配属されている陸上自衛隊二等陸佐。職種は化学科。
隕石の落下現場に派遣され、そこで出会った穂波碧とそのまま事件の調査をする。穂波の安全を考えてヘリに載せたり、彼女の帰りを待つ家族を心配したりと、協力者であるがあくまで民間人である彼女を自衛官として護り、気遣う。レギオンとの戦いに向かうため別れることとなる穂波から無事を祈られ、それに対して無言ながら敬礼で返答している。劇中では制服や私服で行動するシーンもある。
本来は前線に出ることはまずない大隊長クラスの幹部自衛官であるが、レギオンの札幌出現時には出動要請が出ていないにもかかわらず独自に部隊を指揮して市内に赴き、地下鉄構内の調査を行うなど非常に積極的な行動を見せる。後半のレギオン戦でもそれは変わらず、自ら対戦車ヘリ部隊の戦闘指揮を補佐するため小型レギオンが群がる名崎送信所に向かったり、そこで9mm拳銃1丁で小型レギオン1体との近接戦闘を繰り広げ勝利している。
穂波 碧（）
演：水野美紀
本作品のヒロイン。札幌市青少年科学館の学芸員。
隕石の調査中に出会った渡良瀬と共に、レギオンの調査と謎の解明へ協力することとなる。仙台市から避難するために霞目駐屯地に向かったところガメラとレギオンの戦闘に巻き込まれ、同時に浅黄と出会う。その後、レギオンとの戦いに向かう渡良瀬の無事を祈りながら見送り、浅黄と共にガメラのもとに向かう。結果的にガメラはレギオンを倒して人類を救ったが、地球とその生態系を守るために戦ったのであり、人類が生態系を乱せばガメラは人類を滅ぼそうとするかもしれないと帯津に語り、ガメラは地球の守護神であって必ずしも人類を守る存在ではないと結論づけた。
実家は薬局を経営している。
ハキリアリとキノコの共生やミツバチのフェロモンなど虫の生態に造詣が深く、その知識で渡良瀬にたびたび助言を与えている。
花谷（）
演：石橋保
陸上自衛隊一等陸尉。渡良瀬と行動を共にすることが多い。
出動命令なしで勝手に部隊を動かした渡良瀬に当初は激怒し「報告せざるを得ない」と述べるが、地下鉄構内の異常環境（異常気圧と通常の4倍以上の酸素濃度）を示すデータを見せられると共に構内で活動するレギオンを目撃し、事態の深刻さを悟る。
ビール瓶の消滅を酒の神バッカスに例えるなど神話への造詣が深く、ガメラに群がるソルジャーレギオンの群れを見てマルコによる福音書5章9節を諳んじ、レギオンの名付け親となった。
足利でのガメラの戦いで、ガメラの敗北は自分たちの滅亡だと確信してガメラを援護するよう進言するも、懐疑的な師団長に一度は退けられてしまう。
帯津とは戦闘終了後におごる約束をする。
帯津（）
演：吹越満
NTT北海道のネットワークオペレーションセンターのエンジニア。眼鏡を掛けた痩せ型。碧に気がある素振りを見せている。
レギオンが電磁波で意思疎通をしていることや、そのパターンなど、本作品の理論的背景の解説役を担う。
あくまで民間人であるため戦闘が始まることから渡良瀬たちと別れたが、小型レギオンを誘導するために名崎送信所に電波を最大出力で放射するように要請し、恐怖で送信を止めようとする職員を羽交い絞めにしてガメラ援護を行うなど個人的にサポートを続ける。
草薙 浅黄（）
演：藤谷文子
ガメラと心を通わせることができる高校生。仙台市から避難するため霞目駐屯地に向かったところガメラと再会するが、同時にレギオンとの戦闘に巻き込まれる。その後は、偶然そこで出会った穂波とともにガメラのもとに向かう。勾玉を肌身離さず持っているが、仙台でガメラが復活すると同時に勾玉は砕けてしまった。
前作で登場した彼女の父・直哉は今、ニューヨークにいる。穂波が調べていたページにて、勤めていた保険会社の名前がKyushuとなっている。他の米盛良成、長峰真弓の2名もギャオスの渡りを調査中である。
大迫 力（）
演：螢雪次朗
ギャオスの恐怖を忘れるために警察官を辞めて酪農の仕事に就くが、きつくて続かずにビール工場の警備員に就いた。警備中に小型レギオンの群れに遭遇して再び異生物による恐怖を味わう。さらには、ギャオスに関わった過去を勘繰った警察に怪物の所為にした自身の犯行と疑われ、深く傷ついた。
本作品では「ビール工場の大迫警備員」とクレジットされている。
真野（）
演：梶原善
警備員のバイト。大迫と共に警備中に小型レギオンを目撃する。
石田（）
演：田口トモロヲ
札幌市営地下鉄の運転士。南北線の始発列車を運転中に小型レギオンに襲撃を受け死亡する。
小型レギオンによって殺害された犠牲者はポケベルや携帯電話・無線機といった何らかの電波発信源を所有していたことが原因で敵意を抱かれて襲撃されたが、石田はレギオンの食料であるシリコンをレンズに含んでいた眼鏡が原因となって襲撃されており、敵意を抱かれたわけではない。これは、劇中で小型レギオンに殺害された被害者の中で唯一の例外である。
雪乃（）
演：坂野友香
浅黄の友人。一緒にスキー旅行に出かけていたが、運悪く捻挫する。
北海道大学獣医学部の教授
演：養老孟司
小型レギオンの死体を解剖する。体を押したことで死体が若干動いてしまい、それに周りが驚く中で全く動じず心配して声をかけた渡良瀬に笑顔を見せる。
佐竹（）
演：長谷川初範
陸上自衛隊一等陸佐。陸上幕僚監部勤務。職種は普通科。前作にも登場。レギオン対策の方法を考えるが、情報の少なさにより「見えない軍隊に侵略されているようなもの」と苦慮する。
ガメラと交信したとされる浅黄の存在は知っているが、話自体は信じてはいない。
NTT名崎送信所職員
演：ラサール石井
小型レギオンの大群を引き離そうとする帯津の依頼を一端は断るが、その後、深く考えずに承諾し、電波を最大出力で送信する。しかし、殺到した小型レギオンの姿に愕然となって送信を止めようとするが、帯津に羽交い絞めにされてしまう。帯津共々小型レギオンに襲われるが、戦闘ヘリ部隊の補佐として駆け付けた渡良瀬に救出される。
穂波碧の両親
演：ベンガル、角替和枝
薬局を経営している。娘が見知らぬ男2人（渡良瀬と帯津）を自室に招いたため、顔を強ばらせ割り込もうとする父、有無を言わせず引きずり戻す母という碧も熟知している穂波家のパワーバランスがコミカルに描かれている。
野尻 明雄（）
演：川津祐介
札幌市青少年科学館所長。穂波の上司で隕石落下の可能性をすぐに伝えた。英語には精通しているが、コンピューターの扱いは苦手。『3』にも登場する。
笹井（）
演：沖田浩之
陸上自衛隊第11師団化学防護小隊・小隊長。冒頭の隕石の調査や伝達などを行った。
武器小隊の先任空曹
演：小林昭二
航空自衛隊三沢基地第3航空団の武器小隊に所属する先任空曹（部隊内の空曹で最古参かつ最先任の隊員）。航空自衛隊空曹長。F-1支援戦闘機の兵装搭載シーンで小隊付幹部と思われる若い隊員に子供のころ経験した戦災の思い出を話し、「今度は絶対に守ろうや」と語る。ちなみに武器小隊は戦闘機の兵装の搭載、整備を専門とする部隊である。
大野一等陸佐（防衛拠点・戦闘指揮所 第三部長 作戦運用担当）
演：渡辺裕之（『3』では第37普通科連隊長）。
前作でも登場。陸上自衛隊一等陸佐。近接航空支援の要請や、損害状況を師団長に報告する。師団長がガメラ援護を決断した際は、どこか喜ばしい表情をしている。
坂東陸将（戦闘指揮所・師団長）
演：辻萬長
レギオン攻撃の指揮を執る。戦車大隊の被害を聞いた際は悲痛な表情を浮かべる。当初はガメラの援護に懐疑的だったが、ガメラの行動と部下からのレギオンの進行を食い止めようとしていると聞いたことで心を動かされ、最後にはレギオンの動きを封じるのと同時に弱体化を図るために頭部を集中的に攻撃するよう指令を出す。
札幌大通り指揮所・連隊長
演：大河内浩
地下鉄の出現した小型レギオンに対する作戦を指揮する。事態が急転していく中、冷静に部隊に指示を出す。
自走榴弾砲車長
演：高杉俊价
ガメラでさえ勝つことができなかったレギオンと自衛隊だけで戦うことになったことに不安を隠せない部下に、いたわりの言葉を掛ける。
内閣官房長官
演：徳間康快
記者会見で、内閣が自衛隊にレギオンに対する防衛出動命令を発令したことを発表する。
札幌・機動隊小隊長
演：梅垣義明
化学科部隊を引き連れてやってきた渡良瀬に敬礼するも、自衛隊に出動要請が出たという報告は聞いていないため不信感を抱く。
銭湯の学生
演：田口浩正
銭湯のテレビで官房長官の記者会見を見る。一緒に見ていた子供にガメラは一緒に戦わないのかと聞かれ、返答に困ってしまう。
仙台・監視拠点の連隊長
演：信実一徳
札幌・地下鉄普通科小隊長
演：長森雅人
電柱にしがみつく隊員
演：栩野幸知
護衛艦うみぎり・航海指揮官付
演：俵木藤汰
輸送ヘリ機長
演：宇納佑
防衛拠点・戦闘指揮所の通信員
演：高杉新兵衛、小和田貢平
札幌・現場リポーター
演：小松みゆき
札幌・報道ヘリカメラマン
演：根岸大介
館林・報道ヘリリポーター
演：三輪優子
仙台の母親
演：川津花
仙台の少女
演：前田亜季
臨時ニュースキャスター
演：関谷亜矢子
報道番組キャスター
演：藪本雅子
長峰 真弓（）
演：中山忍（写真のみ）
前作『1』及び次回作『3』に登場する鳥類学者。前作で大迫と共にギャオスを発見した。
本作には直接には登場しないが、『1』以降もギャオスに関する調査研究を続けており、穂波の自室にギャオスに関する事柄を纏めた自身の著書『怪鳥と遭遇した日』が置かれている。他の著書に『ギャオス生存の可能性』。
- 後年、平成三部作の4Kデジタルリマスター版の上映に際して登壇した中山や金子が明かしたところによると、中山は本作が製作されると聞いた当時、金子へ出演への熱い思いを込めた長文の手紙を送ったが、レギオンが宇宙怪獣であることから鳥類学者を登場させる理由がなかったため、金子は中山を写真のみの登場に留めたという。

### その他の出演者
北海道が舞台となった関係から、札幌の芸能事務所CREATIVE OFFICE CUEの社長〈当時〉かつタレントにして映画監督の鈴井貴之が住民に注意を呼び掛ける札幌市職員役、同所属にしてTEAM NACSメンバーの大泉洋がソルジャーレギオンから逃げ惑う地下鉄乗客役、同じくTEAM NACSの安田顕が隕石落下の急報を伝える自衛隊員役（予告編にも声で出演している）、西島まどかがその際に碧と身を寄せ合う少女役、北川久仁子が青少年科学館に設置されたガメラ対策特設本部オペレーター役でそれぞれ出演している。ただし、大泉は、鈴井のミスによってクレジットに名前がない。なお、鈴井・大泉・安田が出演している『水曜どうでしょう』（北海道テレビ）では、藤村忠寿ディレクターがガメラの大ファンだったこともあり、ガメラのオリジナル・サウンドトラックから「ガメラ出現」「ギャオス逃げ去る」が使用され、同番組の次回予告の多くが本作品の予告編を想起させるような内容になっている。
製作に日本テレビやNTTが参加していることから、劇中には同局系の番組『ズームイン!!朝!』が実名で登場している。当時の地元局リポーター（札幌は札幌テレビアナウンサー〈当時〉の今中麻貴、仙台はミヤギテレビアナウンサー〈当時〉の水本豊、および同局の夕方ワイド『OH!バンデス』の初代リポーターの小山田明美）とメインキャスター（当時）の福留功男が登場している。また、札幌テレビからは特撮作品に造詣の深い明石英一郎も端役で登場している。
雑誌『ファンロード』1996年4月号に漫画家・西川魯介が投稿したところによると、「怪獣から逃げるエキストラで参加したら同じく漫画家の永野のりこと唐沢なをきの両人に会った」ということである。この2人もエキストラに参加したのか、ただの見物だったのかは不明。また、西川が参加したシーンも不明。

## 登場兵器
- 90式戦車
- 74式戦車
- 87式偵察警戒車
- 82式指揮通信車
- 75式自走155mmりゅう弾砲
- 87式自走高射機関砲
- 73式大型トラック
- 73式中型トラック
- 73式小型トラック
- 1/4tトラック
- 偵察用オートバイ
- 化学防護車
- 除染車
- 1/2t救急車
- 救難消防車I型
- 10000リットル燃料タンク車
- 牽引車（航空機用2t）
- ボンブ・リフト・トラック
- 業務車1号
- あさぎり型護衛艦「うみぎり」
- F-15J戦闘機
- F-1支援戦闘機
- AH-1S対戦車ヘリコプター
- OH-6D観測ヘリコプター
- UH-1H多用途ヘリコプター
- CH-47J大型輸送ヘリコプター
- SH-60J哨戒ヘリコプター
- 79式対舟艇対戦車誘導弾
- ハイドラ70ロケット弾
- 89式5.56mm小銃
- 9mm拳銃
- 21.5mm信号けん銃
- 微光暗視眼鏡 JGVS-V3

## スタッフ
- 製作総指揮：徳間康快
- 監督：金子修介
- 脚本：伊藤和典
- 特技監督：樋口真嗣
- 怪獣造型：原口智生
- 怪獣デザイン：前田真宏、樋口真嗣
- 群体レギオン造型：若狭新一　ほか
- 巨大レギオン造型：品田冬樹、山部拓也、関根研一　ほか
- 群体レギオンメカニカル：江久保暢宏
- 3Dデジタルエフェクト、予告編制作：佐藤敦紀
- 音楽：大谷幸
  - 主題歌：「そら」
    - 作詞、作曲：トータス松本／編曲：ウルフルズ、太田要／歌・演奏：ウルフルズ
- 撮影：戸澤潤一
- 照明：吉角荘介
- 美術：及川一
- 録音：橋本泰夫
- 編集：荒川鎮雄
- 助監督：片島章三、村上秀晃、佐藤太、木村尚
- 装飾：長谷川圭一、金子英司
- 音響効果：伊藤進一、小島彩
- 映像提供：ライトヴィジョン、マップ・システム・カンパニー、東洋カメラセンター、ホリプロ
- ガンエフェクト：栩野幸知
- スチール：原田大三郎
- スタジオ：大映スタジオ、日活撮影所
- 現像：IMAGICA
- 特撮ユニット
  - 撮影：木所寛
  - 照明：林方谷
  - 美術：三池敏夫
  - 操演：根岸泉
  - 編集：普嶋信一
  - 助監督：神谷誠、中崎一嘉、太田圭介
  - 視覚効果：松本肇
- 特別協力：防衛庁、札幌市交通局、札幌市青少年科学館、NTT北海道支社、北海道新聞社、札幌テレビ放送、宮城テレビ放送
- 協賛：亀田製菓
- 宣伝協力：としまえん
- プロデューサー：土川勉、佐藤直樹
- 製作代表：加藤博之、漆戸靖治、大野茂、小島和人、五十嵐一弘
- 製作者：池田哲也、保坂武孝、澤田初日子、鶴田尚正
- 企画：島田開、武井英彦、安永義郎、筒井城二、石田耕二
- アソシエイトプロデューサー：奥田誠治、門屋大輔、藤巻直哉、高橋千尋、坂本龍彦
- 製作協力：IMAGICA、アミューズ
- 製作：大映、日本テレビ放送網、博報堂、富士通、日本出版販売

### スーツアクター
- ガメラ：大橋明
- 巨大レギオン：吉田瑞穂、田村浩一、佐々木俊宜
- 群体レギオン：秋山智彦、小林勇治、渡部佳幸、中田晶宏

## その他
- 劇中では自衛隊が中心となってレギオン襲来の防衛に当たっているが、札幌では大通駅などの警備や避難誘導、救助活動などに北海道警察の機動隊も登場している。
- レギオンが残した珪素の砂を検証するのと全く同じシーンが本作品の伊藤和典脚本の『ウルトラマンパワード』でもみられる。
- 序盤、カーラジオが突然鳴り出すシーンで数秒間のみ、吉幾三の「雪國」が流れている。この曲は、本作品公開の時点で大映と共に徳間書店グループ傘下にあった徳間ジャパンより1986年に発売され、ヒットした。
- レギオンを倒した後に飛び立つガメラに対して敬礼する自衛隊員と敬礼しない自衛隊員がいるが、これは敬礼が役者のアドリブだったため。飛び立つガメラは映像合成ではなくガメラの模型内に発煙筒を入れて実際に飛ばしている[13]。
- 金子修介の依頼により、映画監督の押井守が自衛隊のシーンを監督する予定であったが、スケジュールの都合で断念された。
- 2021年にAmazonプライムの『ザ・マスクドシンガーズ』に出演した水野美紀が、大泉洋と共演した映画として本作品を挙げた。主演女優が、当時はエンドロールにも出ないエキストラだった彼の名を出したことで話題となる。当の大泉は「それは共演とは呼ばないでしょ」と突っ込んだ。
- 2023年11月に、レギオン草体が植え付けられたロビンソン百貨店跡地に同規模の商業施設ココノススキノが開業。上層階にあるTOHOシネマズすすきのでは、オープニング企画として本作の上映が行われた。[14]また、劇場売店ではフィギュア「ガメラ（1996）アイスホワイトver.」が先行販売された。[15]

## 映像ソフト化
- レーザーディスクはアミューズより発売[16]。
  - 1997年1月25日に特別版、1997年8月21日に普及版が発売された[16]。
  - 1997年8月21日に『ガメラ 大怪獣空中決戦』とセットになった「ガメラウルティメイトボックス」も発売された[16]。
- DVDは2001年2月21日発売[17]。
  - 2001年3月23日発売のトールケース版「ガメラ THE BOX（1995-1999）」に収録されており[17]、単品版は2007年10月26日発売。
  - 「ガメラ 生誕40周年記念Z計画 DVD-BOX」に収録されている。
  - 2010年7月23日、下記のBlu-rayディスクと同一のマスターを使用したデジタル・リマスター版DVDが発売された。
- Blu-rayディスクは2009年8月28日発売の「平成ガメラ ブルーレイ BOX」に収録されており、単品版も同時発売。
- ガメラ生誕50周年として、2016年7月22日に『平成ガメラ4Kデジタル復元版 Blu-ray BOX』が発売。
  - ガメラ生誕55周年として、2021年1月29日に『4Kデジタル修復 Ultra HD Blu-ray 【HDR版】』（4K Ultra HD Blu-ray +Blu-ray 2枚組）が発売。HDR(High Dynamic Range)グレーディングを施した16bitニューマスター。Blu-rayは2016年発売のものと同一。